# Autostrada A500 (Franța)
Autostrada A500, sau A500, este o scurtă autostradă franceză, ramificație a A8, care conectează aceasta din urmă cu RM6007 pentru a deservi principatul Monaco.
Pe o mare parte a traseului său, autostrada este subterană, trecând printr-un tunel pe sub un munte care separă A8 de RM6007: tunelul Monaco.
Are particularitatea de a avea o singură cale de rulare, cu 2 benzi pe sensul Monaco-A8 și 1 bandă pe sensul opus.
Până în 1996, se numea A800.

## Istoric
Declararea utilității publice:
- 20.04.1988: Întregul traseu al autostrăzii (A8 - M6007)[2]
- 15.11.1993: Nodul rutier Laghet (D2204A), (declarația prelungită pe 24.09.1998)

Dare în folosință:
- 25.05.1992: Întregul traseu al autostrăzii (A8 - M6007)
- 09.03.2005: Nodul rutier Laghet (D2204A)

## Traseu
| De la A8 la M6007; secțiune cu taxă în sistem deschis, concesionată către Escota. |                                                                 |         |
| A8 E74 E80                                                                        |                                                                 |         |
| 56                                                                                | Nod rutier între A8 și A500: Cannes, Nisa (nod rutier parțial). | A8      |
| A500                                                                              |                                                                 |         |
|                                                                                   | Punctul de taxare La Turbie.                                    |         |
| 57 - Laghet                                                                       | Oraș deservit: La Turbie.                                       | RD2204A |
|                                                                                   | Tunelul Monaco.                                                 |         |
| A500                                                                              |                                                                 |         |
| M6007                                                                             |                                                                 |         |